# Parco nazionale di Mũi Cà Mau
Il parco nazionale di Mui Ca Mau (in vietnamita:Vườn quốc gia Mũi Cà Mau) è un'area naturale protetta che si trova all'estremo sud del Vietnam nella Provincia di Cà Mau. Altri nomi dati all'area sono: Bai Boi, Ca Mau, Dat Mui, Duoc Ca Mau, Ong Trang, Tam Giang e Trang Sao. Dat Mui e Bai Bo sono due importanti stazioni per l'avifauna (bird areas) interne al parco.

## Territorio
Il parco nazionale è stato istituito nel 2003 e occupa una superficie di 41,862 ha. Prima della Seconda guerra indocinese la zona era interamente coperta da una ricca foresta di mangrovie, oggi è spesso terra coltivata, anche se le mangrovie si stanno reimpossessando delle terre costiere. Il parco nazionale è attraversato dal fiume Lon, i cui sedimenti nel tempo hanno dato forma alle isole di Con Trong and di Con Ngoai.
Le sue coordinate sono: da 8°32' a 8°49' N, da 104°40' a 104°55' E.

## Flora
Flora: Avicennia marina, Avicennia officinalis, Rhizophora apiculata, Kandelia candel, Bruguiera sp. e saltuariamente Sonneratia sp..

## Fauna
Tra gli uccelli migratori che trovano rifugio nel parco nazionale: Numenius madagascariensis, Limnodromus semipalmatus, Egretta eulophotes, Mycteria leucocephala, Pelecanus philippensis e Threskiornis melanocephalus. Tra le specie che vivono tra le mangrovie: Orthotomus ruficeps, Gerygone sulphurea, Zosterops palpebrosa e Rhipidura javanica.

## Attività
Nel parco si può praticare bird watching.